# Brezigar
Brezigar je priimek v Sloveniji, ki ga je po podatkih Statističnega urada Republike Slovenije na dan 1. januarja 2010 uporabljalo 93 oseb in je med vsemi priimki po pogostosti uporabe uvrščen na 4.654. mesto.

## Znani nosilci priimka
- Aleksander (Jušt) Brezigar (*1951), geolog
- Arjana Brezigar Masten, ekonomistka
- Barbara Brezigar (*1953), pravnica, tožilka in političarka
- Bojan Brezigar (*1948), novinar in politik
- Danilo Brezigar (*1936), nogometaš
- Inga Brezigar Miklavčič (*1952), etnologinja
- Jaka Brezigar, pravnik, prvi Slovenec v novoustanovljenem kolegiju evropskih javnih tožilcev
- Just Brezigar (1915—2010), "Črni brat", antifašist, partizan, major JLA
- Mariča Brezigar (*1950), prevajalka
- Metod Brezigar - »Mogočni hrast« (1903—1934), (so)ustanovitelj slovenskega skavtskega gibanja
- Janez Brezigar, bas-kitarist (Niet)
- Milan Brezigar (1912—1996), lutkar, filmski igralec...
- Milko Brezigar (1886—1958), pravnik, politik, gospodarski teoretik
- Sara Brezigar (*1977), politologinja, strokovnjakinja za manjšine, predsednica SLORI
- Špela Brezigar, tožilka